# Elezioni legislative in Portogallo del 2019
Le elezioni legislative in Portogallo del 2019 si sono tenute il 6 ottobre per il rinnovo dell'Assemblea della Repubblica.
Il Partito Socialista (PS) ha vinto le elezioni con il 36,34% dei voti e ha ottenuto 108 seggi, con un incremento di 22 seggi rispetto al 2015. Il PS ha vinto nei grandi distretti di Porto e Lisbona ed è riuscito a strappare alcuni distretti al PSD, come Aveiro e Viana do Castelo. Il PS ha vinto a Lisbona, tuttavia, con una percentuale di voti inferiore rispetto al 2015, 33% contro il 35%, e sorprendentemente ha perso nella città di Porto contro il PSD pur mantenendo un leggero vantaggio nel distretto.
Il Partito Social Democratico (PSD) ha ottenuto il 27,76% dei voti e 79 seggi; il partito ha perso 10 seggi rispetto al 2015 (dove però era in coalizione col CDS-PP) e, in termini di percentuali di voti, è stato il peggior risultato dal 1983 e in termini di seggi il peggior risultato dal 2005. Il PSD è riuscito a detenere le roccaforti di Viseu, Vila Real, Braganza, Leiria e Madera. La sera delle elezioni, il leader del PSD Rui Rio ha definito il risultato "non un disastro" e ha lasciato intendere di voler rimanere leader del partito. Tuttavia, a seguito delle elezioni, diversi membri del partito hanno annunciato di voler mettere in discussione la leadership di Rio.
Il Blocco di Sinistra (BE) ha raggiunto un risultato simile al 2015, ottenendo quasi il 10% dei voti e mantenendo i 19 seggi che deteneva prima delle elezioni che ne fanno la terza forza numerica parlamentare. La sera delle elezioni Catarina Martins ha affermato di essere aperta ai negoziati con il PS. In calo la Coalizione Democratica Unitaria (CDU), formata da PCP e Verdi, attestandosi al 6,3% con 12 seggi. Il CDS - Partito Popolare ha ottenuto il 4,2% dei voti e la sua rappresentanza parlamentare si è ridotta a 5 seggi, il risultato più negativo dal 1991.
Queste elezioni sono state segnate dall'ingresso di tre nuovi partiti in Parlamento. Il partito di estrema destra Chega (CH) ha eletto un deputato a Lisbona: si tratta della prima volta nella democrazia portoghese che un partito di destra o estrema destra è rappresentato nell'assemblea legislativa. Anche Livre e Iniziativa Liberale hanno eletto un deputato ciascuno nel distretto della capitale. Il partito dell'ex Primo Ministro e leader del PSD Pedro Santana Lopes, Alleanza, non è riuscito ad ottenere seggi e si è posizionato sotto l'1% dei voti.
L'affluenza è stata la più bassa di sempre in un'elezione legislativa: solo il 48,6% degli aventi diritto si è recato alle urne. Nel Portogallo continentale, l'affluenza è stata del 54,5%, con una discesa di circa 2,5 punti percentuali rispetto al 2015.

## Risultati
| Partito Socialista                          | 1 903 687 | 38,21 | 108 |  |  |  |
| Partito Social Democratico                  | 1 454 283 | 29,19 | 79  |  |  |  |
| Blocco di Sinistra                          | 498 549   | 10,01 | 19  |  |  |  |
| Coalizione Democratica Unitaria (PCP - PEV) | 332 018   | 6,66  | 12  |  |  |  |
| CDS - Partito Popolare                      | 221 094   | 4,44  | 5   |  |  |  |
| Persone-Animali-Natura                      | 173 931   | 3,49  | 4   |  |  |  |
| Chega                                       | 67 502    | 1,35  | 1   |  |  |  |
| Iniziativa Liberale                         | 67 443    | 1,35  | 1   |  |  |  |
| Livre                                       | 56 940    | 1,14  | 1   |  |  |  |
| Aliança                                     | 40 175    | 0,81  | –   |  |  |  |
| Partito Comunista dei Lavoratori Portoghesi | 36 006    | 0,72  | –   |  |  |  |
| Reagir - Incluir - Reciclar                 | 35 169    | 0,71  | –   |  |  |  |
| Partito Nazionale Rinnovatore               | 16 992    | 0,34  | –   |  |  |  |
| Partito della Terra                         | 12 888    | 0,26  | –   |  |  |  |
| Nós, Cidadãos!                              | 12 346    | 0,25  | –   |  |  |  |
| Partito Democratico Repubblicano            | 11 674    | 0,23  | –   |  |  |  |
| Partido Unido dos Reformados e Pensionistas | 11 457    | 0,23  | –   |  |  |  |
| Juntos pelo Povo                            | 10 552    | 0,21  | –   |  |  |  |
| Partito Popolare Monarchico                 | 8 389     | 0,17  | –   |  |  |  |
| Partito Laburista Portoghese                | 8 271     | 0,17  | –   |  |  |  |
| Movimento Alternativa Socialista            | 3 343     | 0,07  | –   |  |  |  |
| Totale                                      | 4 982 609 | 100   | 230 |  |  |  |
|                                             |           |       |     |  |  |  |
| Schede bianche                              | 131 302   | 2,51  |     |  |  |  |
| Schede nulle                                | 123 573   | 2,36  |     |  |  |  |
| Votanti                                     | 5 237 484 |       |     |  |  |  |

| Riepilogo dei voti (+/- elezioni 2015)  | Riepilogo dei voti (+/- elezioni 2015) | Riepilogo dei voti (+/- elezioni 2015) | Riepilogo dei voti (+/- elezioni 2015) | Riepilogo dei voti (+/- elezioni 2015) | Riepilogo dei voti (+/- elezioni 2015) | Riepilogo dei voti (+/- elezioni 2015) |
| --------------------------------------- | -------------------------------------- | -------------------------------------- | -------------------------------------- | -------------------------------------- | -------------------------------------- | -------------------------------------- |
| Partito Socialista                      | Partito Socialista                     | Partito Socialista                     |                                        |                                        | 36,35%                                 | ▲ 4,03                                 |
| Partito Social Democratico              | Partito Social Democratico             | Partito Social Democratico             |                                        |                                        | 27,77%                                 | N/A                                    |
| Blocco di Sinistra                      | Blocco di Sinistra                     | Blocco di Sinistra                     |                                        |                                        | 9,52%                                  | ▼ 0,67                                 |
| Coalizione Democratica Unitaria         | Coalizione Democratica Unitaria        | Coalizione Democratica Unitaria        |                                        |                                        | 6,34%                                  | ▼ 1,91                                 |
| CDS - Partito Popolare                  | CDS - Partito Popolare                 | CDS - Partito Popolare                 |                                        |                                        | 4,22%                                  | N/A                                    |
| Persone-Animali-Natura                  | Persone-Animali-Natura                 | Persone-Animali-Natura                 |                                        |                                        | 3,32%                                  | ▲ 1,93                                 |
| Chega                                   | Chega                                  | Chega                                  |                                        |                                        | 1,29%                                  | Nuovo                                  |
| Iniziativa Liberale                     | Iniziativa Liberale                    | Iniziativa Liberale                    |                                        |                                        | 1,29%                                  | Nuovo                                  |
| Livre                                   | Livre                                  | Livre                                  |                                        |                                        | 1,09%                                  | ▲ 0,36                                 |
| Altri <1,00%                            | Altri <1,00%                           | Altri <1,00%                           |                                        |                                        | 3,96%                                  | ▲ 0,45                                 |
| Riepilogo dei seggi (+/- elezioni 2015) |                                        |                                        |                                        |                                        |                                        |                                        |
|                                         |                                        |                                        |                                        |                                        |                                        |                                        |
| CDU                                     | 12                                     | ▼ 5                                    |                                        | BE                                     | 19                                     | ━                                      |
| PS                                      | 108                                    | ▲ 22                                   |                                        | PAN                                    | 4                                      | ▲ 3                                    |
| Livre                                   | 1                                      | ▲ 1                                    |                                        | IL                                     | 1                                      | ▲ 1                                    |
| PSD                                     | 79                                     | ▼ 10                                   |                                        | CDS-PP                                 | 5                                      | ▼ 13                                   |
| CH                                      | 1                                      | ▲ 1                                    |                                        |                                        |                                        |                                        |